# Maqueda
Maqueda är en ort och kommun i provinsen Toledo i den autonoma regionen Kastilien-La Mancha i centrala Spanien. Orten ligger cirka 37,5 kilometer nordväst om Toledo. Kommunen har 504 invånare (2024), på en yta av 73,68 km².
Maqueda är känt för sin välbevarade borg. Den ligger på en strategisk punkt med god överblick av landskapet, nära motorvägen. Borgen används nu av Guardia Civil (polisen) och kan därför endast beskådas från utsidan.